# Kimmo Muurinen
Kimmo Muurinen (* 23. Februar 1981 in Vantaa, Finnland) ist ein ehemaliger finnischer Basketballspieler. Der 2,03 m große und 102 kg schwere finnische Nationalspieler spielte auf der Position des Power Forwards und war in der Bundesliga-Saison 2010/11 bei den Skyliners Frankfurt unter Vertrag. In seiner Heimat war er mit den Espoon Honka zweimal sowie mit den Nilan Bisons aus Loimaa einmal finnischer Meister.

## Karriere
Muurinen spielte bis 2000/01 für Pantterit in der finnischen Korisliiga, 2001/02 dann beim Ligakonkurrenten PuHu. Er ging hernach für zwei Jahre in die Vereinigten Staaten, studierte Computerwissenschaft und spielte für die Hochschulmannschaft der University of Arkansas at Little Rock.
Nach zwei Meisterschaften mit Espoon Honka wechselte der finnische Nationalspieler Muurinen 2009 nach Italien, wo er in der Lega Basket Serie A zunächst für den Verein Martos aus Neapel und nach dessen Insolvenz für den kampanischen Rivalen aus Scafati spielte. In der folgenden Saison 2010/11 erreichte er mit dem deutschen Vizemeister der Vorsaison Skyliners aus Frankfurt als Zweiter der Hauptrunde das Bundesliga-Halbfinale, in dem man knapp in fünf Spielen gegen Alba Berlin ausschied. Muurinens Ehefrau Jenni spielte in dieser Saison in der Damen-Bundesliga bei den Rhein-Main Baskets. Sie war ebenfalls Nationalspielerin.
Bei der EM 2011 konnte sich die finnische Nationalmannschaft nach 16-jähriger Abstinenz mit Muurinen in einer zusätzlichen Qualifikationsrunde als einer der letzten beiden Teams für das aufgestockte Teilnehmerfeld erstmals wieder für eine qualifizieren EM, in der man überraschend die Zwischenrunde der besten zwölf Mannschaften erreichte. Die Niederlage im letzten Zwischenrundenspiel gegen Slowenien verhinderte ein Vordringen bis ins Viertelfinale der besten acht Mannschaften. Zwei Jahre später konnte man diesen Erfolg wiederholen und sich erneut unter den zehn besten europäischen Auswahlmannschaften platzieren. Zu dieser Zeit spielte Muurinen bereits wieder in seiner Heimat Finnland. Nach einer Spielzeit bei Torpan Pojat aus der Hauptstadt Helsinki war er für die Saison 2012/13 zum Meister Nilan Bisons aus Loimaa gewechselt, mit denen er 2013 deren Titelgewinn verteidigen konnte.